# Anthony Daniels
Anthony Daniels (Salisbury, 21 febbraio 1946) è un attore britannico.

## Carriera
È noto per il suo ruolo di C-3PO (o D-3BO nella versione italiana) nella saga di Guerre stellari, del regista George Lucas. È stato l'unico attore ad essere apparso in tutti i nove film della serie, insieme allo spin-off Rogue One: A Star Wars Story e Solo: A Star Wars Story.
Dal 2013 è sposato con Christine Savage.

## Filmografia parziale

### Attore

#### Cinema
- Guerre stellari (Star Wars), regia di George Lucas (1977)
- L'Impero colpisce ancora (The Empire Strikes Back), regia di Irvin Kershner (1980)
- Il ritorno dello Jedi (Return of the Jedi), regia di Richard Marquand (1983)
- Star Wars - Episodio I - La minaccia fantasma (Star Wars: Episode I - The Phantom Menace), regia di George Lucas (1999)
- Star Wars - Episodio II - L'attacco dei cloni (Star Wars: Episode II - Attack of the Clones), regia di George Lucas (2002)
- Star Wars - Episodio III - La vendetta dei Sith (Star Wars: Episode III - Revenge of the Sith), regia di George Lucas (2005)
- Star Wars - Il risveglio della Forza (Star Wars: The Force Awakens), regia di J. J. Abrams (2015)
- Rogue One: A Star Wars Story, regia di Gareth Edwards (2016) - cameo
- Star Wars - Gli ultimi Jedi (Star Wars: The Last Jedi), regia di Rian Johnson (2017)
- Solo: A Star Wars Story, regia di Ron Howard (2018) - cameo
- Star Wars - L'ascesa di Skywalker (Star Wars: The Rise of Skywalker), regia di J. J. Abrams (2019)

#### Televisione
- Le avventure del giovane Indiana Jones (Young Indiana Jones Chronicles) - serie TV (1996)
- Obi-Wan Kenobi - miniserie TV, episodio 1x01 (2022)
- Ahsoka - serie TV, episodio 1x7 (2023)

### Doppiatore
- Il Signore degli Anelli (The Lord of the Rings), regia di Ralph Bakshi (1978)
- Star Wars: Clone Wars - serie TV, 4 episodi (2004-2005)
- Star Wars: The Clone Wars, regia di Dave Filoni (2008)
- Star Wars: The Clone Wars - serie TV, 11 episodi (2008-2012)
- LEGO Star Wars: Le cronache di Yoda - serie TV, 6 episodi (2013-2014)
- Star Wars Rebels - serie TV, 1 episodio (2014)
- The LEGO Movie, regia di Phil Lord e Chris Miller (2014)
- LEGO Star Wars: I racconti del droide - serie TV, 5 episodi (2015)
- LEGO Star Wars: Il risveglio della Forza - videogioco (2016)
- Star Wars: Forces of Destiny - serie TV, 1 episodio (2017)
- Star Wars Resistance - serie TV, 1 episodio (2018)
- Ralph spacca Internet (Ralph Breaks the Internet), regia di Phil Johnston e Rich Moore (2018)
- Star Wars: Rebuild the Galaxy, regia di Chris Buckley (2024)

## Doppiatori italiani
Nelle versioni in italiano delle opere in cui ha recitato, Anthony Daniels è stato doppiato da:
- Mino Caprio in Star Wars - Episodio I - La minaccia fantasma, Star Wars - Episodio II - L'attacco dei cloni, Star Wars - Episodio III - La vendetta dei Sith, Star Wars - Il risveglio della Forza, Rogue One: A Star Wars Story, Star Wars - Gli ultimi Jedi, Star Wars - L'ascesa di Skywalker, Obi-Wan Kenobi, Ahsoka
- Rodolfo Traversa in Guerre stellari, L'Impero colpisce ancora, Il ritorno dello Jedi
- Emanuele Natalizi in Solo: A Star Wars Story[1]
- Alessandro Rigotti in Muppet Show (ridoppiaggio Disney+)

Da doppiatore è sostituito da:
- Mino Caprio in Star Wars: Clone Wars, Star Wars: The Clone Wars (film), Star Wars: The Clone Wars (serie animata), Star Wars Rebels, Star Wars: Forces of Destiny, Star Wars Resistance, Ralph spacca Internet, LEGO Star Wars Christmas Special, LEGO Star Wars: Rebuild the Galaxy
- Oliviero Dinelli ne Il Signore degli Anelli
- Giuliano Santi in Droids Adventures
- Luca Mannocci in The Lego Movie
- Luigi Ferraro in LEGO Star Wars: Il risveglio della Forza